# The Man Who Vanished (film 1914)
The Man Who Vanished è un cortometraggio muto del 1914 diretto da Langdon West.
Terzo episodio del serial Below the Dead Line.

## Produzione
Il film fu prodotto dalla Edison Company.

## Distribuzione
Distribuito dalla General Film Company, il film - un cortometraggio in una bobina - uscì nelle sale cinematografiche degli Stati Uniti il 26 dicembre 1914.